# エリック・スコーグランド
ヨハン・エリック・スコーグランド(Johan Erik Skoglund、1991年5月24日 - ）は、スウェーデンの元プロボクサー。ストックホルム県出身。

## 来歴
2013年4月13日、フレゼリクスハウンのアレナ・ノードでルーク・ブラックリッジとWBC世界ライトヘビー級ユース王座決定戦及びWBOインターコンチネンタルライトヘビー級ユース王座決定戦を行い10回3-0（96-95、97-93、96-94）の判定勝ちを収め両王座を獲得した。
2013年10月19日、コリングのSydバンク・アリーナでロレンガ・モックとEBUヨーロッパライトヘビー級王座決定戦を行い、12回3-0（118-110、117-110、116-112）の判定勝ちを収め王座を獲得した。
2014年2月1日、フレゼリクスハウンのアレナ・ノードでアダサト・ロドリゲスと対戦し、12回58秒TKO勝ちを収めEBU王座の初防衛に成功した。
2014年4月12日、エスビャウのブルー・ウォーター・ドッケンでダニーロ・ダガタと対戦し、9回2分57秒TKO勝ちを収めEBU王座の2度目の防衛に成功した。
2014年9月13日、コペンハーゲンのタプ1でステファノ・アバタンゲロと自ら保持するタイトルの防衛戦とIBFインターコンチネンタルライトヘビー級王座決定戦を行い、12回3-0（118-109、120-106、118-108）の判定勝ちを収めEBU王座は3度目の防衛、IBFインターコンチネンタル王座を獲得した。その3ヶ月後に地域王座の防衛に専念する為EBU王座を返上した。
2014年12月13日、コペンハーゲンのムスク・シアレットで元IBF世界ライトヘビー級王者のグレンコフ・ジョンソンと対戦し、10回3-0（2者が97-93、98-92）の判定勝ちを収めた。
2015年9月19日、ニュヒェーピングのロスヴァッラ・ニュヒェーピング・イベントセンターでスウェーデンでの凱旋初試合として、 オレクサンドル・チェルヴィエクと対戦し、12回3-0（2者が120-108、119-109）の判定勝ちを収めIBFインターコンチネンタル王座の初防衛に成功した。
2016年4月23日、ストックホルムのホベットでライノ・リエベンバーグとIBOインターナショナルライトヘビー級王座決定戦を行い、12回3-0（2者が117-111、115-113）の判定勝ちを収め王座を獲得した。
2016年12月9日、ニュヒェーピングのロスヴァッラ・ニュヒェーピング・イベントセンターでシェペティム・シャラとWBAインターナショナルライトヘビー級王座決定戦を行い、11回2分51秒KO勝ちを収め王座を獲得した。
2017年6月28日、スコーグランドはWorld Boxing Super Seriesに参戦表明と同時にスーパーミドル級に転向を発表した。
10日後の同年7月8日にモンテカルロで開催されたスーパーミドル級トーナメント組み合わせ発表会で、主催者により選ばれたシード選手のジョージ・グローブス（第1シード）、カラム・スミス（第2シード）、クリス・ユーバンク・ジュニア（第3シード）、ユルゲン・ブリーマー（第4シード）がそれぞれ対戦相手を選んだ結果スコーグランドは第2シードのカラム・スミスとの対戦になった。
2017年9月16日、リヴァプールのM&S・バンク・アリーナでのWorld Boxing Super Seriesスーパーミドル級トーナメント開幕戦でカラム・スミスとWBC世界スーパーミドル級ダイヤモンド王座決定戦を行い、12回0-3（112-116、111-117、110-117）の判定負けを喫し王座を獲得出来なかった。
2017年12月8日、スコーグランドはスパーリング中に倒れ緊急搬送され脳内出血と診断されて手術を受け現役復帰の見込みが無くなった。尚この時はロッキー・フィールディングとの対戦が内定したばかりであり延期になっていた試合前の準備で起きた事故だった。

## 獲得タイトル
- WBC世界ライトヘビー級ユース王座
- WBOインターコンチネンタルライトヘビー級ユース王座
- EBUヨーロッパライトヘビー級王座
- IBFインターコンチネンタルライトヘビー級王座
- IBOインターナショナルライトヘビー級王座
- WBAインターナショナルライトヘビー級王座